# HD 147266
HD 147266，又名BD+21 2902，SAO 84306、HR 6087，是一颗恒星，视星等为6.05，位于銀經37.59，銀緯42.35，其B1900.0坐标为赤經16h 15m 43.9s，赤緯+21° 42.35′ 26″。